# Robert Petersson
Birger Axel Robert Petersson, född 4 mars 1843 i Misterhults församling, Kalmar län, död där 19 juli 1914, var en svensk lantbrukare och riksdagspolitiker.
Petersson var lantbrukare i Skurö i Misterhults socken. Han var även politiker och var ledamot av riksdagens andra kammare 1891–1893 samt 1897–1902, invald i Sevede och Tunaläns domsagas valkrets.